# Анохинское (Свердловская область)
Анохинское — село в Ирбитском районе Свердловской области России. С точки зрения муниципального устройства входит в Ирбитское муниципальное образование, имеющее статус городского округа.

## География
Село находится в юго-восточной части региона, в пределах южной тайги и подзоны осиново-берёзовых лесов и сосновых ленточных боров лесостепной зоны Туринской наклонной равнины, в 57 км к юго-юго-западу от города Ирбит (по автодороге — 67 км), в верхнем течении на правом берегу реки Мостовушка (правого притока реки Ляга). К югу от села имеется небольшой пруд.
Вдоль села проходит автодорога Камышлов — Ирбит.

## История
В начале XX века главное занятие прихожан было земледелие и извозный промысел, заготовка и доставка дров и песку на Ирбитский железоделательный завод и занятие дворничеством, то есть содержанием постоялых дворов для постоя ямщиков, везущих товары в Ирбит и из него.
На карте Стрельбицкого издания 1919—1921 годов обозначено как Анохина, на карте Ирбитского уезда 1908 года — как Онохина.
В 1977 году к селу была присоединена слившаяся с ним деревня Шумки.

## Население
| 2002 | 2010 | 2021 |
| ---- | ---- | ---- |
| 206  | ↘163 | ↘95  |

## Иоанно-Предтеченская церковь
В 1898 году в честь рождества пророка Иоанна Предтечи была освящена построенная каменная, однопрестольная церковь.
Богослужение в ней совершал священник, состоящий на диаконской вакансии при церкви села Стриганское. В приходе было две деревянные часовни: в деревнях Онохиной и Большой Аникиной. Для помещения одного священника и одного псаломщика имелись церковные дома в деревне Онохиной.
В 1922 году из храма было изъято 1,3 килограмма серебра, а в 1930 году он был закрыт. На стенах частично сохранились росписи. В настоящее время идёт сбор средств на восстановление храма.